# Lipniak (przystanek kolejowy w województwie podlaskim)
Lipniak – zamknięty przystanek osobowy w Lipniaku na linii kolejowej nr 51, w województwie podlaskim, w Polsce.